# Grgur I. Kurjaković
Grgur I. Kurjaković Krbavski (spomen 1324. – Levice, oko 1360.), hrvatski plemić i krbavski knez iz hrvatske velikaške obitelji Kurjakovića od roda Gusića.
Bio je najmlađi sin krbavskog kneza Kurjaka Gusića († iza 1307.), osnivača obitelji Kurjakovića Krbavskih. Imao je dvojicu starije braće, Budislava I. i Pavla I. te sestru, Vladislavu, suprugu cetinskog kneza Nelipca II. Bio je u službi hrvatsko-ugarskog kralja Karla I. Anžuvinca (1301. – 1342.), koji ga je imenovao kraljevskim vitezom (miles aule regie). Osim toga, kralj ga je imenovao županom Fejéra i kaštelanom Hasznosa.
Grgur I. je osnivač ugarske loze obitelji, jedne od triju grana Kurjakovića. Ostale dvije utemeljila su njegova braća, Budislav I. i Pavao. Budući da su njegova braća bila pristala uz vojvodu Nelipca II. Nelipčića, Grgur I. je najkasnije do 1330. godine izgubio milost i povjerenje kralja Karla I. pa se morao vratiti iz Ugarske natrag na obiteljske posjede. Godine 1338. napustio je vojvodu Nelipca II. i izmirio se s kraljem te je ušao u pregovore s Mlečanima. U tu svrhu, dobio je čast mletačkog građanstva te je balansirao između Mletačke Republike i kralja Karla I.
Godine 1343. postao je službenik kraljice, a sljedeće je godine, nakon smrti vojvode Nelipca II. pristao zajedno s bratom Budislavom uz Nelipčevu udovicu kneginju Vladislavu (Vjekoslava, Velislava). Već 1345. godine Grgur i Budislav su bili prisiljeni pomiriti se s kraljem Ludovikom I. (1342. - 1382.), premda su i dalje pregovarali o savezu s Mlečanima protiv kralja. Dvije godine kasnije knez Grgur I. sudjelovao je s kraljem u sukobu protiv kneza Mladena III. Bribirskog oko Klisa, a potom se u srpnju 1347. godine ponudio kao posrednik u mirenju Mlečana s kraljem Ludovikom.
Grgur je 1355. godine izvjestio Mlečane o mogućem kraljevom napadu na Zadar, a zadržao je neutralan položaj za vrijeme rata kralja Ludovika s Mletačkom Republikom koji se vodio između 1356. i 1358. godine. Zbog takvog držanja, pao je u kraljevu nemilost, zbog čega ga je Ludovik zarobio 1360. godine, zatočio ga u utvrdi Levice i oduzeo mu dio posjeda. Svoj je život uskoro završio u zatvoru.
Oženio je Margaritu Nelipić, s kojom je imao dvojicu sinova, Grgura III. i Budislava III. Budislav III. je dobio posjed Zákány na Dravi 1379. godine od kralja Ludovika te je utemeljitelj ugarske loze obitelji knezova Zakanjskih.